# Шор, Алексей (композитор)
Алексей Шор (настоящее имя Алексей Владимирович Кононенко, род. 1970, Киев, Украинская ССР) — американско-мальтийский композитор-самоучка, математик и бизнесмен-миллионер.

## Биография
Алексей Шор родился в Киеве в 1970 году. После Чернобыльской катастрофы переехал в Москву, окончил математическую спецшколу, учился на механико-математическом факультете МГУ.
В 1991 году вместе с родителями эмигрировал в Израиль (Хайфу). В 1994 году переехал в США (Нью-Йорк), там завершил высшее образование и получил докторскую степень по математике. До 2016 года работал математиком (геометрия, динамические системы).
Алексей с детства любил классическую музыку. В 2012 году он впервые начал сочинять, и с тех пор писал небольшие произведения. Согласно апокрифу примерно в 2010 году Шор представил свои работы знаменитому американскому альтисту Дэвиду Аарону Карпентеру, который способствовал их продвижению.
С тех пор музыка Алексея Шора звучала в самых престижных концертных залах мира, в том числе в Wiener Musikverein (Вена), Berlin Philharmonie, Carnegie Hall (Нью-Йорк), Kennedy Center (Вашингтон), Большой зал Московской консерватории, Мариинском театре, Государственном Кремлёвском Дворце, The Concertgebouw (Амстердам), Gasteig (Мюнхен), Wigmore Hall (Лондон), Teatro Argentina (Рим) и других.
Партитуры произведений Алексея Шора выпускают компании Breitkopf & Hartel и P. Jurgenson.
Компакт-диски с музыкой Шора были выпущены Warner Classics, DECCA, SONY Classics и Delos, и др.
Концерты с произведениями композитора транслировались телеканалами Medici.TV, Mezzo и Euronews. Увертюра к балету «Хрустальный дворец» на музыку Алексея Шора была исполнена на 40-й церемонии вручения премии Gramophone Classical Music Awards в Лондоне.
Произведения Шора исполняли многие всемирно известные солисты, такие как Сальваторе Аккардо, Анна Аглатова, Борис Аллахвердян, Борис Андрианов, Нарэ Аргаманян, Нарек Ахназарян, Гай Браунштейн, Максим Венгеров, Ингольф Вундер, Юрий Жислин, Дэвид Аарон Карпентер, Рэй Чен, Вероника Джиоева, Гайк Казазян, Фредди Кемпф, Роман Ким, Филипп Копачевский, Денис Кожухин, Ян Лисецкий Сабина Мейер, Шломо Минц, Андреас Оттензамер, Вадим Репин, Александр Романовский, Николай Цнайдер, а также Fauré Quartett, Трио «Скиталец», Трио им. Хачатуряна, Дует Параторе и другие.
Его композиции использовались как звуковое оформление на новостном бизнес-канале Fox и веб-сайтах Bloomberg News, Yahoo и Huffington Post, New York Times.
21 июля 2017 года состоялся предпремьерный показ балета с элементами оперы «Хрустальный дворец», поставленного на музыку Алексея Шора. Режиссёр — Екатерина Миронова, балетмейстер— Александр Сомов, дирижёр — Павел Клиничев, сценограф — Сергей Тимонин. Солисты — Иван Васильев, Мария Виноградова, Анна Аглатова, Мария Аллаш, Мария Порошина. В 2018 году было показано ещё несколько спектаклей по всему миру. Самой громкой стала российская премьера балета «Хрустальный Дворец», которая с огромным успехом состоялась 10 сентября в Государственном Кремлёвском Дворце.
Шор является композитором-резидентом Академии Мальтийского филармонического, оркестра и Армянского государственного симфонического оркестра. В 2017—2021 годах он также является композитором-резидентом Мальтийского международного музыкального фестиваля и конкурса пианистов. В 2018 году ему было присуждено звание почетного профессора Ереванской государственной консерватории имени Комитаса.

## Критика
В 2024 году журнал Van Magazine провёл расследование, в котором утверждает, что Шор создал экосистему для продвижения своих сочинений — она охватывает фестивали и конкурсы на Мальте и в Дубае, в нее начинают входить даже престижные детские школы. Обозреватели Van Magazine считают музыку Шора гармонически простой, некоторые части — безжизненными, многим пьесам недостает драматургии. Также издание приводит цитаты независимых критиков: «сладкие банальности», «музыка безлика, лишена узнаваемого стиля», «в ней нет ни смелости, ни характера».

## Избранные произведения[12]
Для сцены:
- «Хрустальный дворец» — классический балет с элементами оперы

Для скрипки или альта с оркестром:
- «Морские пейзажи» — концерт для скрипки или альта с оркестром
- «Фантазмы» — концерт для скрипки с оркестром
- «Четыре сезона Манхеттена» — сюита для скрипки или альта и струнных
- «Хорошо темперированный шансон» — сюита для альта с оркестром

Для кларнета с оркестром:
- «Вердиана» — фантазия для кларнета с оркестром

Для оркестра:
- «Образы Великой Осады» — сюита для симфонического оркестра посвященный Великой Осаде Мальты в 1565 году

Для виолончели:
- «Музыкальное паломничество» — концерт для виолончели с оркестром

Вокальные произведения:
- «Addio»
- «Две песни для моих детей»

Для фортепиано с оркестром:
- «Путевые заметки» — сюита для фортепиано с оркестром
- «С моей книжной полки» — сюита для фортепиано с оркестром

Для соло фортепиано:
- «Детские воспоминания»
- «Путевые заметки» — версия для соло фортепиано
- «С моей книжной полки» — версия для соло фортепиано
- «Образы Великой Осады» — версия для соло фортепиано

Для фортепианного трио:
- «Семь пьес»